# Clarence Thomas
Clarence Thomas (Pin Point, 23 giugno 1948) è un giurista statunitense, dal 1991 è giudice della Corte Suprema degli Stati Uniti d'America, carica alla quale è stato nominato dal presidente George H. W. Bush.
È il secondo afroamericano a far parte della Corte dopo Thurgood Marshall, a cui successe dopo il pensionamento di quest'ultimo. Con un mandato ultra trentennale, è il giudice col servizio più lungo rispetto ai suoi colleghi all'interno dell'organo.
È considerato il membro più conservatore della Corte..

## Biografia

### Infanzia
È nato nel 1948 a Pin Point, in Georgia, una piccola comunità prevalentemente nera nei pressi di Savannah, fondata da liberti dopo la guerra civile. Era il secondo di tre figli nati da M.C. Thomas, contadino, e Leola "Pigeon" Williams, collaboratrice domestica. Erano discendenti di schiavi americani e la famiglia parlava come prima lingua il gullah (un idioma creolo di alcune comunità afroamericane della Georgia e del Sud Carolina). I primi antenati di cui si potesse risalire erano due schiavi di nome Sandy e Peggy, nati alla fine del 18º secolo, di proprietà di Josiah Wilson, un ricco proprietario di piantagioni della contea di Liberty, in Georgia.
Suo padre lasciò la famiglia quando lui aveva due anni. Sebbene sua madre lavorasse sodo, a volte veniva pagata solo pochi centesimi al giorno e doveva lottare per guadagnare soldi sufficienti a sfamare la famiglia, costretta a volte a fare affidamento sulla carità. Dopo che un incendio domestico li lasciò senza casa, Insieme al fratello minore Myers, fu portato a vivere a Savannah con i nonni materni, Myers e Christine Anderson (nata Hargrove) . Fu allora che fece per la prima volta esperienza di servizi domestici come l'acqua corrente in casa, e poté godere della disponibilità di pasti regolari.
Myers Anderson aveva un basso livello di istruzione formale, ma aveva messo in piedi una fiorente attività commerciale incentrata sulla vendita di olio combustibile, ma anche di ghiaccio. Thomas ha definito Anderson "il più grande uomo che abbia mai conosciuto". Quando Thomas aveva 10 anni, Anderson iniziò a portare la famiglia ad aiutare in una fattoria, ogni giorno, dall'alba al tramonto. Anderson credeva nel duro lavoro e nell'autosufficienza e consigliava ai bambini di "non lasciare mai che il sole ti prendesse a letto". Ha anche trasmesso ai nipoti l'importanza di una buona istruzione.

### Studi
Cresciuto come cattolico, ha frequentato per due anni la scuola superiore St. Pius X, prevalentemente nera, prima di trasferirsi al Seminario minore di St. John Vianney, sull'isola di Hope, dove era tra i pochi studenti di colore. Ha anche frequentato brevemente il Conception Seminary College, un seminario cattolico nel Missouri, primo, in famiglia, ad aver mai frequentato un college. Lasciò il seminario all'indomani dell'assassinio di Martin Luther King. Dopo la sparatoria, aveva sentito uno studente affermare: "Bene, spero che il figlio di puttana sia morto", e non pensava che la chiesa avesse fatto abbastanza per combattere il razzismo.
Su suggerimento di una suora, si iscrisse al College of the Holy Cross a Worcester, nel Massachusetts, come studente del secondo anno. Negli anni al college, partecipò alla fondazione della Black Student Union. Una volta ha partecipato a uno sciopero della scuola dopo che alcuni studenti neri erano stati puniti per una violazione che, invece, era stata considerata una semplice indisciplina per gli studenti bianchi. Da studente, ha partecipato a marce contro la guerra, ha assistito alle rivolte di Harvard Square del 1970 e ha affermato di attribuire a loro il merito della disillusione nei confronti dei movimenti di sinistra e della svolta verso il conservatorismo.
Avendo parlato Gullah da bambino, si rese conto che al college veniva considerato ancora rozzo, nonostante il livello di istruzione in grammatica ricevuto a scuola. Così, "per impadronirsi della lingua", scelse di specializzarsi in letteratura inglese, materia in cui si è laureato a Holy Cross nel 1971, riportando una votazione summa cum laude. Mentre era a Holy Cross, ha avuto una serie di rinvii del servizio militare ma infine non è stato arruolato, non avendo superato la visita medica di leva a causa di un'anomala curvatura della colonna vertebrale.

### Formazione giuridica
Entrato alla Yale Law School, ha conseguito una laurea in giurisprudenza (Juris Doctor-JD) nel 1974. Ha affermato che gli studi legali a cui si è proposto dopo la laurea a Yale non hanno preso sul serio il suo titolo in giurisprudenza, pensando che l'avesse ottenuta in quanto studente di colore. Louis Pollak, preside della Yale Law School, aveva scritto, nel 1969, che la facoltà stava espandendo il programma di quote per i candidati neri, con un massimo di ventiquattro ammessi in quell'anno, attraverso un sistema che sviliva i voti. Secondo Thomas, gli studi legali "ponevano anche domande puntuali, mostrando in modo impercettibile di dubitare che fossi intelligente come indicavano i miei voti". Nelle sue memorie del 2007 scrisse: "Ho staccato un adesivo da quindici centesimi da un pacchetto di sigari e l'ho incollato sulla cornice della mia laurea in giurisprudenza per ricordarmi dell'errore che avevo fatto andando a Yale. Non ho mai cambiato idea sul suo valore".

### Carriera

Thomas con il Presidente degli Stati Uniti Ronald Reagan nel 1986, mentre presiede la Commissione per le pari opportunità di lavoro

È stato ammesso all'albo degli avvocati del Missouri il 13 settembre 1974. Dal 1974 al 1977 è stato assistente del procuratore generale del Missouri sotto il procuratore generale dello stato John Danforth, anch'egli ex studente di Yale. Si ritrovò unico membro afroamericano dello staff di Danforth. Ha lavorato prima nella divisione dei ricorsi penali dell'ufficio di Danforth e successivamente nella divisione delle entrate e delle tasse. Ha detto che considera l'assistente del procuratore generale il miglior lavoro mai avuto. Quando Danforth fu eletto al Senato degli Stati Uniti nel 1976, Thomas se ne andò per diventare avvocato dell'azienda chimica Monsanto a Saint Louis. Si trasferì poi a Washington, DC, e di nuovo lavorò per Danforth, dal 1979 al 1981, come assistente legislativo che si occupava di questioni energetiche per la commissione per il commercio del Senato. Danforth lo ha poi sostenuto per la nomina alla Corte Suprema.
Il 1º maggio 1981 il presidente Ronald Reagan lo nominò assistente segretario dell'istruzione per l'Ufficio per i diritti civili presso il Dipartimento dell'istruzione degli Stati Uniti. La nomina fu ricevuta dal Senato il 28 maggio 1981 e la conferma in quell'incarico avvenne il 26 giugno, subentrando così a a Cynthia Brown. Thomas ha presieduto l'EEOC dal 1982 al 1990. Il giornalista Evan Thomas una volta ha affermato che, durante l'incarico presso l'EEOC, lui coltivava apertamente ambizioni per una carica più alta. In qualità di presidente, ha promosso una dottrina dell'autosufficienza e perseguito atti di discriminazione individuale. Nel 1984 affermò anche che i leader neri, mentre indirizzavano insulti verso Reagan, stavano "assistendo alla distruzione della nostra razza", invece di collaborare con l'amministrazione presidenziale per alleviare la disoccupazione.

### Nomina alla Corte Suprema
Quando il giudice William Brennan si ritirò dalla Corte Suprema nel luglio 1990, Thomas era il favorito di Bush tra i cinque candidati della sua lista per il posto. Tuttavia, i consiglieri di Bush, tra cui il procuratore generale Dick Thornburgh, consideravano Thomas inesperto, ed egli nominò invece David Souter della Corte d'appello. Un anno dopo, il giudice Thurgood Marshall annunciò il suo ritiro il 27 giugno 1991 e Bush nominò Thomas per sostituirlo. Bush annunciò la sua scelta il 1º luglio, definendo Thomas il “più qualificato in questo momento”.
I gruppi di interesse liberali cercarono di contestare la nomina di Thomas seguendo la stessa strategia utilizzata contro la conferma di Robert Bork. I gruppi per i diritti all'aborto, tra cui la National Abortion Rights Action League e il NOW, temevano che Thomas sarebbe stato tra coloro che avrebbero annullato la sentenza Roe v. Wade. Altre organizzazioni per i diritti civili, come la Southern Christian Leadership Conference e la National Urban League, si convinsero a non opporsi a Thomas, ritenendo che fosse l'ultimo candidato nero di Bush.
Il 15 ottobre 1991, il Senato votò per la conferma di Thomas come giudice associato, 52-48. Thomas ricevette i voti di 41 repubblicani e 11 democratici, mentre 46 democratici e due repubblicani votarono per respingere la sua nomina. I 99 giorni durante i quali la nomina di Thomas è rimasta in sospeso al Senato sono stati i secondi più lunghi tra i 16 candidati che hanno ricevuto un voto finale dal 1975, secondi solo ai 108 giorni di Bork. Il voto per la conferma di Thomas è stato il più stretto margine di approvazione in oltre 100 anni.
Thomas ha ricevuto l'incarico il 23 ottobre e ha prestato il giuramento costituzionale e giudiziario prescritto, diventando il 106° giudice della Corte. Ha prestato giuramento dal giudice Byron White in una cerimonia inizialmente prevista per il 21 ottobre, che è stata rinviata a causa della morte della moglie del presidente William Rehnquist, Natalie. La sua prima serie di assistenti legali comprendeva i futuri giudici Gregory Katsas e Gregory Maggs e l'ambasciatore degli Stati Uniti Christopher Landau.

### Attività alla Corte Suprema
Thomas è stato definito il membro più conservatore della Corte Suprema, anche se altri hanno dato a Scalia questa designazione mentre erano insieme alla Corte. L'influenza di Thomas, in particolare tra i conservatori, è stata percepita come significativamente aumentata durante la presidenza di Donald Trump. Man mano che la Corte Suprema diventava più conservatrice, Thomas e le sue opinioni giuridiche diventavano più influenti all'interno della Corte. Questa influenza è aumentata ulteriormente nel 2022, con Thomas autore di un parere che espandeva i diritti del Secondo Emendamento e che ha contribuito all'annullamento della sentenza Roe contro Wade da parte della Corte: il 24 giugno 2022 la Corte Suprema ha ribaltato a maggioranza la sentenza Roe contro Wade (sei giudici contro tre, con Thomas a favore), sentenza che garantiva da cinquant'anni il diritto all'aborto delle donne americane.

## Vita privata
È sposato con Virginia "Ginni" Thomas, avvocato e attivista conservatrice statunitense, i cui commenti conservatori e il suo attivismo l'hanno resa una figura controversa, soprattutto perché i coniugi dei giudici della Corte Suprema in genere evitano di intervenire in politica.